# Paolo Gallico
Paolo Gallico, né le 13 mai 1868 à Trieste et mort le 6 juillet 1955 à New York est un compositeur, pianiste et professeur de musique italien,. 
Il émigre en 1892 à New York avec sa femme autrichienne Hortense Erlich. Il est le père de Paul Gallico, écrivain américain.

## Biographie
À l'âge de quinze ans, Paolo Gallico donne un récital à Trieste, puis étudie sous la direction de Julius Epstein au Conservatoire de Vienne, dont il sort diplômé à dix-huit ans avec les honneurs. Après des concerts en Italie, Autriche, Russie, Allemagne, etc., il s'installe à New York en 1892 comme pianiste de concert et professeur de musique. Parmi ses élèves figure notamment Frederick Jacobi.
Il remporte le prix de la Fédération nationale des clubs musicaux (en) en 1921 pour son oratorio dramatique The Apocalypse créé à New York le 22 novembre 1922. Son épisode symphonique, Euphorion, est joué à Los Angeles le 6 avril 1923, puis à New York et Détroit ; son Sextet est interprété par la Society of the Friends of Music à New York. Il écrit également un opéra, Harlekin (1926), des pièces de piano, ainsi que des chansons.